# Joseph Larmor
Joseph Larmor (Magheragall, 11 de julho de 1857 — Holywood, 19 de maio de 1942) foi um físico e matemático irlandês.
De 1903 a 1932 foi professor lucasiano do Trinity College da Universidade de Cambridge. Seu antecessor foi George Gabriel Stokes e seu sucessor Paul Dirac.

## Obra
Larmor foi o primeiro a publicar a transformação de Lorentz, em 1897, dois anos antes de Hendrik Antoon Lorentz e oito anos antes de Albert Einstein.

## Publicações
- 1887, „On the direct applications of first principles in the theory of partial differential equations,“ Proceedings of the Royal Society.
- 1891, „On the theory of electrodynamics,“ Proceedings of the Royal Society.
- 1892, „On the theory of electrodynamics, as affected by the nature of the mechanical stresses in excited dielectrics,“ Proceedings of the Royal Society.
- 1893-97, „Dynamical Theory of the Electric and Luminiferous Medium,“ Proceedings of the Royal Society; Philosophical Transactions of the Royal Society. Reihe aus 3 Artikeln mit Larmors physikalischer Theorie des Alls.
- 1894, „Least action as the fundamental formulation in dynamics and physics,“ Proceedings of the London Mathematical Society.
- 1896, „The influence of a magnetic field on radiation frequency,“ Proceedings of the Royal Society.
- 1896, „On the absolute minimum of optical deviation by a prism,“ Proceedings of the Cambridge Philosophical Society.
- J. Larmor (1897). On a Dynamical Theory of the Electric and Luminiferous Medium, Part 3, Relations with material media. Phil. Trans. Roy. Soc. 190. [S.l.: s.n.] p. 205-300. Enthält die Lorentztransformation.
- 1898, „Note on the complete scheme of electrodymnamic equations of a moving material medium, and electrostriction,“ Proceedings of the Royal Society.
- 1898, „On the origin of magneto-optic rotation,“ Proceedings of the Cambridge Philosophical Society.
- J. Larmor (1900). Aether and Matter. [S.l.]: Cambridge University Press. Enthält ebenfalls die Lorentztransformation.
- 1903, „On the electrodymanic and thermal relations of energy of magnetisation,“ Proceedings of the Royal Society.
- 1907, „Aether“ in Encyclopædia Britannica, 11th ed. London.
- 1908, „William Thomson, Baron Kelvin of Largs. 1824-1907“ (Obituary). Proceedings of the Royal Society.
- 1924, „On Editing Newton,“ Nature.
- 1927, „Newtonion time essential to astronomy,“ Nature.
- 1929, „Mathematical and Physical Papers. Cambridge Univ. Press.